# Miðdegistindur
Miðdegistindur är en bergstopp i republiken Island. Den ligger i regionen Austurland, 400 km öster om huvudstaden Reykjavík. Toppen på Miðdegistindur är 972 meter över havet.
Runt Miðdegistindur är det mycket glesbefolkat, med 3 invånare per kvadratkilometer. Närmaste större samhälle är Neskaupstaður, omkring 16 kilometer öster om Miðdegistindur. Trakten runt Miðdegistindur består i huvudsak av gräsmarker.